# Sikenica
Sikenica és un poble i municipi d'Eslovàquia que es troba a la regió de Nitra, al sud-oest del país. El 2011 tenia 657 habitants.

## Història
La primera menció escrita de la vila es remunta al 1295.

## Demografia
| Godina             | 1994 | 2004   | 2014   | 2024   |
| ------------------ | ---- | ------ | ------ | ------ |
| Nombre de persones | 653  | 643    | 641    | 602    |
| Diferència         |      | −1,53% | −0,31% | −6,08% |

| Godina             | 2023 | 2024   |
| ------------------ | ---- | ------ |
| Nombre de persones | 624  | 602    |
| Diferència         |      | −3,52% |